# Kosmos 523
O Kosmos 523 (em russo: Космос 523) também denominado DS-P1-Yu Nº 57, foi um satélite artificial soviético lançado ao espaço com sucesso no dia 12 de julho de 1972 através de um foguete Kosmos-2I a partir do Cosmódromo de Plesetsk.

## Características
O Kosmos 523 foi o quinquagésimo sétimo membro da série de satélites DS-P1-Yu e o quinquagésimo primeiro lançado com sucesso após o fracasso dos lançamentos do segundo, do vigésimo terceiro, do trigésimo segundo, do quadragésimo, do quadragésimo quarto e do quinquagésimo quarto membros da série. Sua missão era auxiliar sistemas antissatélites e antimíssil soviéticos.
O Kosmos 523 foi injetado em uma órbita inicial de 507 km de apogeu e 283 km de perigeu, com uma inclinação orbital de 71 graus e um período de 92,0 minutos. Reentrou na atmosfera terrestre em 7 de março de 1973.